# Castello di Cisterna
Castello di Cisterna es un municipio italiano localizado en la ciudad metropolitana de Nápoles, región de Campania. Cuenta con 856 habitantes en 3,92 km². Limita con las localidades de Acerra, Brusciano, Pomigliano d'Arco y Somma Vesuviana.

## Demografía
| Gráfica de evolución demográfica de Castello di Cisterna entre 1861 y 2011 |
|                                                                            |
| Fuente ISTAT - elaboración gráfica de Wikipedia                            |